# La Ricamarie
La Ricamarie è un comune francese di 8 029 abitanti situato nel dipartimento della Loira della regione dell'Alvernia-Rodano-Alpi.

## Società

### Evoluzione demografica
Abitanti censiti